# 宋玉麒
宋玉麒（1982年1月16日—），台灣跆拳道運動員，2008年北京奧運跆拳道男子68公斤級銅牌得主。

## 生平
宋玉麒的父親是知名的跆拳道教練宋景宏，也是2004年雅典奧運跆拳道銀牌得主黃志雄的教練。當宋玉麒確定贏得銅牌戰時，立刻在擂台上雙腳跪地磕頭叩謝父親養育與栽培之恩。
賽後宋玉麒宣佈退休，隔年被聘為國家隊教練。
現在中國文化大學擔任副教授。

## 獎項

### 國際賽
- 2001年濟州島世界錦標賽 銅牌
- 2002年釜山亞運 銀牌
- 2002年世界大學錦標賽 金牌
- 2007年北京世界錦標賽 金牌
- 2008年中國北京奧運 銅牌

### 傳記
2008年北京奧林匹克運動會銅牌得主-宋玉麒成才歷程探究，跆拳道學刊，3期，39-53

## 外部連結
- 雄麒跆拳道館[永久]（宋景宏經營的道館）